# Burli (Album)
Burli ist ein Album der deutschen Rockband Sportfreunde Stiller. Es wurde 2004 unter dem Label Motor bei Universal veröffentlicht. Die Aufnahmen fanden wie bei der Band üblich in Spanien statt.

## Fußball
Dass die Bandmitglieder Fußballfans sind, zeigte sich auf dem Album bei den Liedern Ich, Roque, das eine Anspielung auf Roque Santa Cruz (damals Bayern München) ist, der in dem Lied auch selbst zu hören ist, Lauth anhören, das seine Schreibweise Benjamin Lauth verdankt, der damals beim TSV 1860 München spielte. Mit Dirk, wie ist die Luft dort oben? findet sich noch ein weiterer Song, der sich mit Sport beschäftigt auf dem Album, es handelt sich um einen Gruß an den Basketballspieler Dirk Nowitzki.

## Titelliste
1. Hörspiel (Intro)
2. Lauth Anhören
3. Ein kleiner Schritt
4. Ungewöhnlich
5. Siehst du das genauso?
6. Frühling
7. Im Namen der Freundschaft
8. Andere Mütter
9. Wir kommen (Was hier los ist!!!)
10. Was ich behaupten kann
11. Dirk, wie ist die Luft dort oben?
12. Ich, Roque
13. 1. Wahl

## Sonstiges
- In Österreich erreichte das Album Goldstatus. Die dafür überreichte Auszeichnung versteigerte die Band für einen guten Zweck.[1]
- Gleich vier Singles aus dem Album konnten sich zudem in den Verkaufscharts in Deutschland und Österreich platzieren, neben der bekanntesten Siehst du das genauso? auch Ein kleiner Schritt, Ich, Roque und 1. Wahl.
- Für die Sportfreunde bedeutete das Album einen weiteren Karrieresprung: Bei der anschließenden Tour füllten sie mit 10.000 Besuchern erstmals die Olympiahalle, in ihrem Vorprogramm spielten renommierte Bands wie Nada Surf, Ash oder auch Franz Ferdinand.